# Памятники Ленину (Каменск-Шахтинский)
Памятники Ленину в городе Каменск-Шахтинский — памятники В. И. Ленину, советскому политическому и государственному деятелю, создателю первого в мировой истории социалистического государства.

## История
В годы Советской власти во многих города СССР были установлены памятники В. И. Ленину. Часть из них были признаны объектами культурного наследия. Несколько памятников установлены в городе Каменск-Шахтинский.
В своё время городе было сооружено четыре памятника В. И. Ленину. К настоящему времени все они сохранились. Памятники расположены на площади Труда, на пересечении улицы Ленина с проспектом Карла Маркса, в парке им. Маяковского, в микрорайоне Заводском перед дворцом культуры машиностроителей.
- 7 ноября 1937 года был открыт памятник В. И. Ленину на пересечении улицы Ленина и проспекта Карла Маркса. Авторы памятника: художник Яков Минченков, архитектор Василий Абрютин, Константин и Иван Сливины. В годы Великой Отечественной войны около памятника был установлен репродуктор. По утрам у репродуктора собирались горожане, чтобы послушать сводку Совинформбюро. В 1942 году памятник был взорван фашистами. После освобождения города начались работы по восстановлению памятника. Работы проводились под руководством начальника городского финотдела И. М. Сливина. Его брат художник-оформитель К. М. Сливин в 1941 году погиб в боях под Харьковом.  В конце войны памятник был восстановлен в новой композиции и установлен на прежнем месте. Открытие восстановленного памятника Ленину состоялось 7 ноября 1943 года. Повторное повреждение произошло на волне демократического угара в 1993 году. Памятник восстанавливали ростовские скульпторы.

- В  1958 году был открыт памятник В. И. Ленину, расположенный на площади перед Дворцом культуры им. Маяковского. Авторы памятника неизвестны, скульптура серийная. Фигура В. И. Ленина изображена в движении с согнутой левой рукой. Памятник выполнен из бетона на кирпичном постаменте. Постамент облицован мраморной плиткой. В 2009 году к 70-летнему юбилею Каменского химического комбината постамент был обновлен.

- 21 апреля 1982 года был открыт памятник В. И. Ленину на площади Труда. Ленин изображен стоящим в пальто. Авторами бронзовой фигуры Ленина были: академик Академии художеств СССР, скульптор Лев Ефимович Кербель, архитектор В. Хрусталев. В настоящее время этот памятник является объектом культурного наследия регионального значения.

Памятник и бюст В. И. Ленину установлены также в городском микрорайоне Заводской и в микрорайоне Лиховской.

Памятники Ленину
Памятник в парке В. Маяковского
Памятник на площади Труда
Памятник на улице Ленина
Памятник в мкр. Заводской